# ヘルマン・コルベ

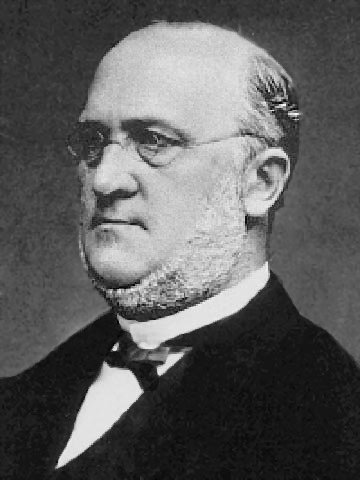
ヘルマン・コルベ

アドルフ・ヴィルヘルム・ヘルマン・コルベ （Adolph Wilhelm Hermann Kolbe, 1818年9月27日 - 1884年11月25日）は、ドイツの化学者である。エリーハウゼン（Elliehausen、現在は合併によりゲッティンゲンの一部）に生まれた。

## 人物
フリードリヒ・ヴェーラーのもとで化学を学び、1842年にマールブルク大学でロベルト・ブンゼンの助手となった。のちにロンドン大学でライアン・プレイフェアを助け、1847年から1851年までユストゥス・フォン・リービッヒとヴェーラーによって著された Handwörterbuch der reinen und angewandten Chemie （化学・応用化学辞典）の編集に携わった。その後マールブルク大学でブンゼンのあとを継ぎ、1865年にライプツィヒ大学に移った。
当時、有機化合物と無機化合物は全く別なものであり、有機物は生物からのみ作り出せると考えられていた。しかし、コルベは無機物から直接、あるいは間接的に有機化合物を合成することも、反応を繰り返し行えば可能であると考えた。彼はいくつかの段階を経て二硫化炭素を酢酸に変換することにより、この理論を証明した（1843から45年）。基（ラジカル）に関する新たな考え方を導入し、構造化学の確立に貢献した。また、二級・三級アルコールの存在を予見した。
脂肪酸などの酸の塩の電気分解を研究し、コルベ電解を開発した。また、コルベ合成またはコルベ・シュミット反応と呼ばれる手法によって、アスピリンの主成分となるサリチル酸を合成した。
エドワード・フランクランドと共に、ニトリルを加水分解するとカルボン酸が得られることを見出した。Journal für praktische Chemie 誌（実用化学雑誌）の編集委員として、時に他の研究に対する厳しい批判者となった。特にアウグスト・ケクレ、ヤコブス・ヘンリクス・ファント・ホッフ、アドルフ・フォン・バイヤーなどには過激な言葉で批判を浴びせたため、彼らの説が立証された後、コルベ自身の死後の評価を落とす結果となってしまった。
1884年、ライプツィヒで心臓発作のため死去した。